# Рейснер, Лариса Михайловна
Лариса Михайловна Рейснер (нем. Larissa Reissner, 2 [14] мая 1895, 13 мая 1895 или 1 [13] мая 1895, Люблин, Люблинская губерния — 9 февраля 1926[…] или 7 февраля 1926, Москва) — русская писательница, последовательница акмеизма, яркая фигура среди петербургских поэтов Серебряного века, деятельница партии большевиков и Советского государства.

## Биография

### Происхождение

С родителями

Родилась Лариса Рейснер в семье юриста, профессора права Михаила Андреевича Рейснера в Польше (Люблин). Официальные документы указывают 1 мая как дату рождения Ларисы Михайловны Рейснер. В действительности Лариса родилась в ночь с первого на второе число, но предпочла указывать в дальнейшем своим днём рождения 1 мая. Во-первых, на этот день приходится большой праздник, отмечаемый в Германии — Вальпургиева ночь (с 30 апреля на 1 мая), а Лариса никогда не забывала о своих (остзейских) немецких корнях, во-вторых, 1 мая — это международный день солидарности трудящихся.
Раннее детство провела в Томске, где её отец преподавал в университете, в 1903—1907 годах жила с семьёй в Германии.
С 1905 года семья Рейснер жила в Петербурге (Большая Зеленина улица, 26-Б, ныне — д. 28), в достатке и уюте. Отец и брат Ларисы увлекались идеями социал-демократии (отец был знаком с Августом Бебелем, Карлом Либкнехтом, В. И. Ульяновым-Лениным), что определило круг интересов и мировоззрение девочки. В Петербурге Лариса окончила с золотой медалью гимназию и в 1912 году поступила в Психоневрологический институт, где преподавал её отец.

### Литературная деятельность

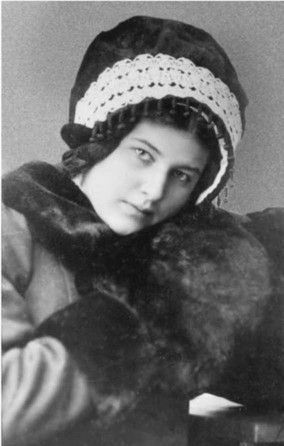
Лариса Рейснер в 1913 году

Первым произведением Рейснер была героико-романтическая пьеса «Атлантида» (альманах «Шиповник», 1913).
В 1915—1916 годах вместе с отцом выпускала литературный журнал «Рудин» (вышло 8 номеров), задачей которого было «клеймить бичом сатиры, карикатуры и памфлета все безобразие русской жизни». Рейснер редактирует «Рудина» и помещает здесь ряд стихотворений и резких фельетонов, высмеивающих нравы политической и творческой интеллигенции 1910-х. Особое место в идеологической программе журнала занимала критика «оборончества» (в частности, критика взглядов на войну Г. В. Плеханова), которое почиталось Рейснерами формой оппортунизма. Впрочем, не скрывая идейно-политической физиономии журнала, Рейснер в качестве редактора «Рудина» заботилась о том, чтобы «открыть дорогу молодым талантам»: она привлекала к сотрудничеству в журнале участников университетского «Кружка поэтов» (в который входила сама) — О. Э. Мандельштама, Вс. А. Рождественского, талантливых художников С. Н. Грузенберга, Н. Н. Купреянова, А. Д. Топикова (псевдоним Е. И. Праведникова). В мае 1916 журнал закрылся за недостатком средств для его издания.
В 1916—1917 годах была сотрудницей интернационалистского журнала «Летопись» и газеты М. Горького «Новая жизнь».
В 1916—1917 годах Рейснер пережила бурный роман с Н. С. Гумилёвым, оставивший глубокий след в её жизни и творчестве (под именем «Гафиза» поэт выведен в «Автобиографическом романе», не публиковавшемся при жизни Рейснер). Встреча Ларисы и Николая состоялась в 1916 году в ресторане «Привал комедиантов», где собирались представители петербургской богемы. Здесь всегда было шумно и весело: пили дорогое вино, читали стихи, спорили о политике. Увлечение своего супруга Николая Ларисой Анна Ахматова воспринимала спокойно, поскольку подобное случалось многократно. Отношение Ларисы к Гумилёву было крайне эмоциональным и экзальтированным.
Во время войны Гумилев был в рядах действующей армии. Лариса в это время находилась в Петербурге.
Роман Ларисы и Николая оказался недолгим — вскоре выяснилось, что параллельно с Рейснер у поэта были любовные отношения с Анной Энгельгардт, дочерью писателя и поэта Н. И. Энгельгардта, на которой он и женился в 1918 году, что вызвало негодование Ларисы.

### Революция и Гражданская война

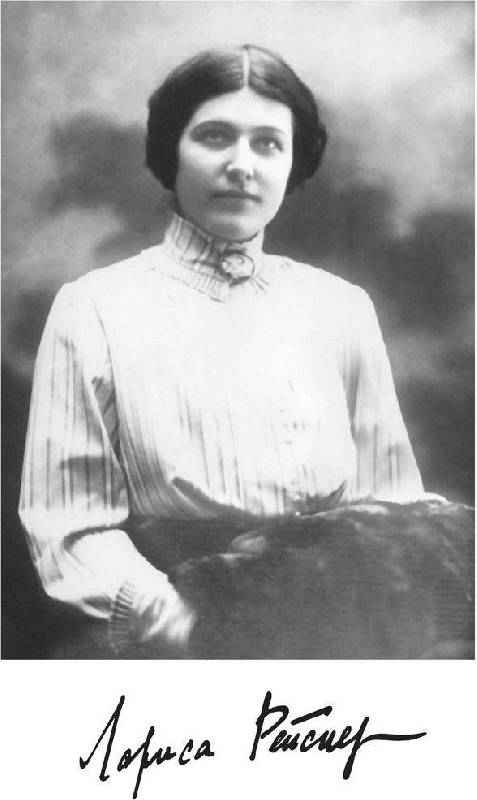
Лариса Рейснер в 1920 году

В 1917 году участвует в деятельности комиссии по делам искусств исполкома Советов рабочих и крестьянских депутатов, а после Октябрьской социалистической революции некоторое время занималась работой, связанной с сохранением памятников искусства (в Специальной комиссии по учёту и охране Эрмитажа и музеев Петрограда); была секретарём А. В. Луначарского.
Первым мужем Ларисы Рейснер был мичман линкора «Слава» Андрей Михайлович Богословский.
В 1918 году вышла замуж за Фёдора Раскольникова и вступила в РКП(б). Надежда Мандельштам, несколько раз навещавшая «мятежную чету», рассказывала, что Раскольников с Ларисой жили в голодной Москве по-настоящему роскошно — «особняк, слуги, великолепно сервированный стол».
В 1918 году была комиссаром разведывательного отряда штаба 5-й армии, принимавшим участие в боевых действиях Волжско-Камской флотилии. В августе 1918 года ходила в разведку в занятую белочехами Казань. После нападения отряда белогвардейцев под командованием В. О. Каппеля и Б. В. Савинкова на станции Тюрлема и Свияжск (28 августа 1918) совершила разведывательный рейд из Свияжска через Тюрлему до станции Шихраны для восстановления связи между штабом и воинскими частями 5-й армии.
После вступления в РКП(б) в декабре 1918 года нарком по военным и морским делам Лев Троцкий назначил её (с 20 декабря 1918 года временно, с 29 января 1919 года постоянно) комиссаром Морского генерального штаба РСФСР.
С июня 1919 по середину 1920 года Рейснер вновь участвует в боевых действиях, на этот раз — Волжско-Каспийской флотилии, а с лета 1920 года становится сотрудником Политуправления Балтийского флота.

### После Гражданской войны
Во время пребывания в Петрограде в 1920—1921 Рейснер принимает активное участие в литературно-общественной жизни, сотрудничает с петроградским Союзом поэтов, заводит тесное знакомство с А. А. Блоком.
В 1921 году была в Афганистане в составе советской дипломатической миссии, главой которой был её муж Ф. Раскольников. В Афганистане находился и брат Ларисы Игорь Рейснер, один из основателей советского востоковедения. Итогом деятельности молодых дипломатов явилось подписание договора о мире между двумя странами. «Что я делаю? Пишу как бешеная. Загоняю в переплёт свой Афганистан», — писала брату Лариса, рассказывая о том, что решила обобщить свои впечатления от поездки в восточную страну (книга «Афганистан» вышла в 1925). Затем она рассталась с Раскольниковым (хотя он не дал ей развода) и вернулась в Москву, где стала возлюбленной Карла Радека.
Вместе с К. Радеком, как его сожительница и агент Коминтерна, Л. Рейснер в качестве корреспондента «Красной звезды» и «Известий» побывала в 1923 году в Германии, где участвовала в организации государственного переворота с участием коммунистического движения Германии. В последний момент было принято решение отложить восстание. Но лидер коммунистов Гамбурга Э. Тельман не был поставлен в известность об этом решении. И, как результат, коммунисты Гамбурга выступили в день, согласованный ранее, и восстание потерпело неудачу. О нём она написала книгу «Гамбург на баррикадах» (1924). Германии посвящены ещё два цикла её очерков — «Берлин в 1923 году» и «В стране Гинденбурга».
После поездки в Гамбург Рейснер рассталась с Радеком, уехала в Донбасс и после поездки написала книгу «Уголь, железо и живые люди» (1925).
Последнее крупное произведение Рейснер — исторические этюды-портреты, посвящённые декабристам («Портреты декабристов», 1925).

### Смерть

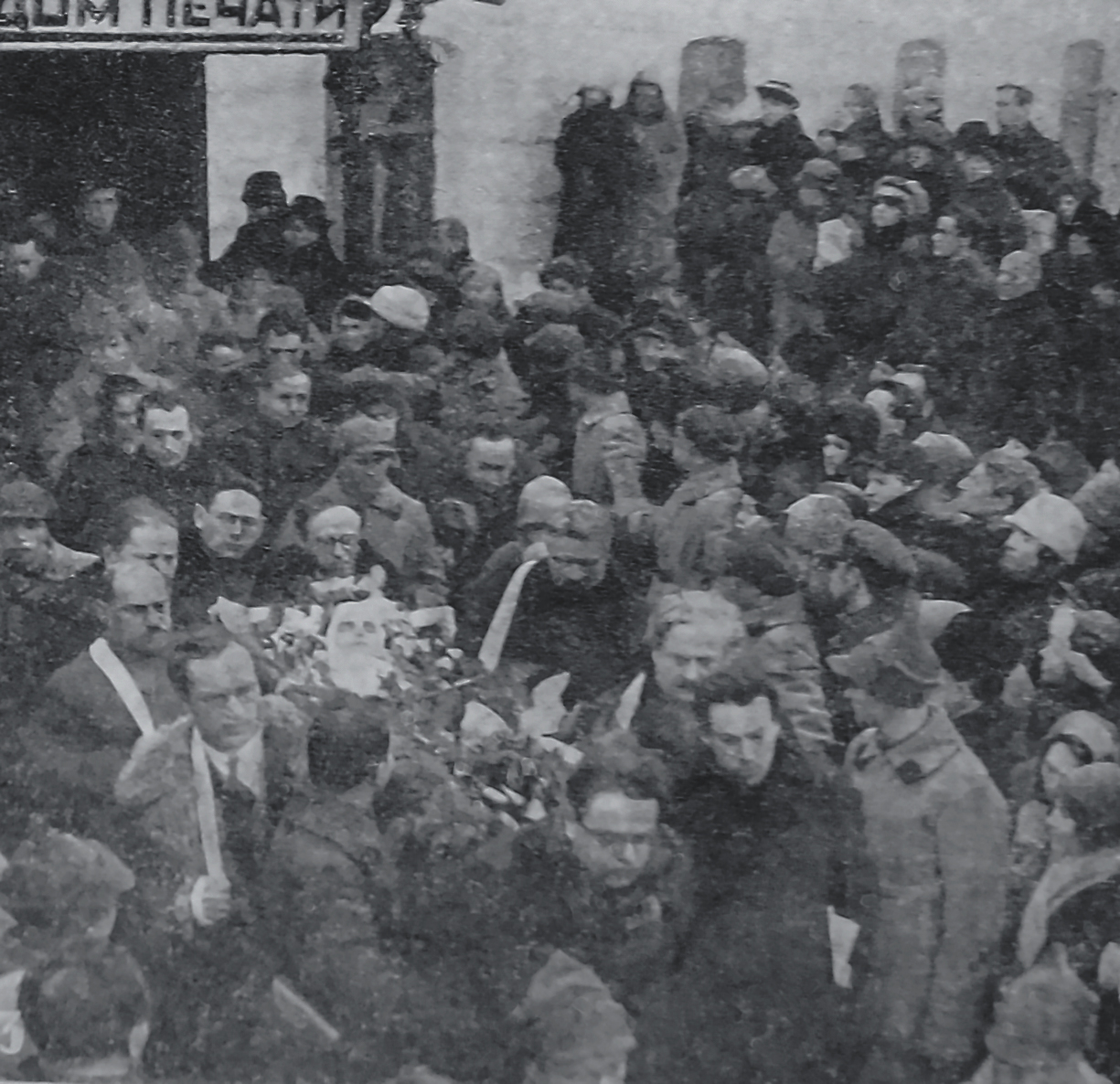
Похороны Ларисы Рейснер

Лариса не оправилась от болезни, поскольку на тот момент была сильно истощена работой и личными переживаниями. Умерла Лариса Рейснер 9 февраля 1926 года в Москве на 31-м году жизни от брюшного тифа. Причиной заболевания было заражённое молоко, из которого сделали крем для пирожных; заболели и другие домашние, кроме отца, который не ел пирожных.

## Семья и личная жизнь
В Кремлёвской больнице, где умирала Лариса Рейснер, при ней дежурила её мать, покончившая с собой сразу же после смерти дочери (по другим сведениям — через год; ещё через год умер отец).
У Ларисы Рейснер был брат — востоковед И. М. Рейснер.

## Отзывы
Писатель Варлам Шаламов оставил такие воспоминания: «Молодая женщина, надежда литературы, красавица, героиня Гражданской войны, тридцати лет от роду умерла от брюшного тифа. Бред какой-то. Никто не верил. Но Рейснер умерла. Похоронена на 20 участке на Ваганьковском кладбище». «Зачем было умирать Ларисе, великолепному, редкому, отборному человеческому экземпляру?» — патетически вопрошал Михаил Кольцов.

Один из некрологов гласил:
Ей нужно было бы помереть где-нибудь в степи, в море, в горах, с крепко стиснутой винтовкой или маузером.

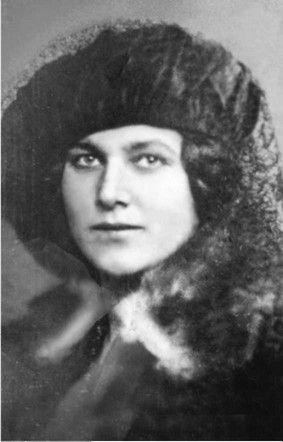
Лариса Рейснер в 1925 году.

Писатель Ю. Н. Либединский ярко описал «необычайную красоту её, необычайную потому, что в ней начисто отсутствовала какая бы то ни было анемичность, изнеженность, — это была не то античная богиня, не то валькирия древнегерманских саг…»
Ю. Зобнин так характеризует её творчество:

Беллетристика Рейснер несёт очевидную печать эпигонства, в ней присутствуют штампы модернистской литературы, особенно — акмеизма, с его пристрастием к описательной, «вещной» изобразительности и риторике. Действительно индивидуальными, яркими по содержанию и по форме оказались очерки Рейснер; в своих художественно-публицистических произведениях Рейснер, наряду с Д. Фурмановым и А. Серафимовичем, стоит у истоков поэтики «социалистического реализма».
По мнению ряда окружавших её мастеров слова (А. Блок, З. Гиппиус, Вс. Рождественский), поэтический талант Л. М. Рейснер уступал её красоте, а несколько манерный стиль не соответствовал бурной, страстной натуре автора.
Поэт Всеволод Рождественский рассказывал, как посетил «прекрасную комиссаршу» вместе с друзьями Михаилом Кузминым и Осипом Мандельштамом:
«Лариса жила тогда в Адмиралтействе. Дежурный моряк повел по тёмным, гулким и строгим коридорам. Перед дверью в личные апартаменты Ларисы робость и неловкость овладели нами, до того церемониально было доложено о нашем прибытии. Лариса ожидала нас в небольшой комнатке, сверху донизу затянутой экзотическими тканями… На широкой и низкой тахте в изобилии валялись английские книги, соседствуя с толстенным древнегреческим словарем. На низком восточном столике сверкали и искрились хрустальные грани бесчисленных флакончиков с духами и какие-то медные, натертые до блеска, сосуды и ящички… Лариса одета была в подобие халата, прошитого тяжёлыми нитями…».
«Из Москвы приехала Лариса Рейснер, жена известного Раскольникова, — вспоминала тётушка Блока, М. А. Бекетова. — Она явилась со специальной целью завербовать Ал. Ал. в члены партии коммунистов и, что называется, его охаживала. Устраивались прогулки верхом, катанье на автомобиле, интересные вечера с угощеньем коньяком и т. д. Ал. Ал. охотно ездил верхом и вообще не без удовольствия проводил время с Ларисой Рейснер, так как она молодая, красивая и интересная женщина, но в партию завербовать ей его всё-таки не удалось, и он остался тем, чем был до знакомства с ней…».
Лев Троцкий в своих мемуарах («Моя жизнь») так вспоминал о Рейснер:
Ослепив многих, эта прекрасная молодая женщина пронеслась горячим метеором на фоне революции. С внешностью олимпийской богини она сочетала тонкий иронический ум и мужество воина. После захвата белыми Казани она, под видом крестьянки, отправилась во вражеский стан на разведку. Но слишком необычна была её внешность. Её арестовали. Японский офицер-разведчик допрашивал её. В перерыве она проскользнула через плохо охранявшуюся дверь и скрылась. С того времени она работала в разведке. Позже она плавала на военных кораблях и принимала участие в сражениях. Она посвятила гражданской войне очерки, которые останутся в литературе. С такой же яркостью она писала об уральской промышленности и о восстании рабочих в Руре. Она всё хотела видеть и знать, во всём участвовать. В несколько коротких лет она выросла в первоклассную писательницу. Пройдя невредимой через огонь и воду, эта Паллада революции внезапно сгорела от тифа в спокойной обстановке Москвы, не достигнув тридцати лет.

Не было ни одного мужчины, который бы прошёл мимо, не заметив её, и каждый третий — статистика, точно мною установленная, — врывался в землю столбом и смотрел вслед, пока мы не исчезали в толпе.— В. Л. Андреев (сын писателя Леонида Андреева).
«Стройная, высокая, в скромном сером костюме английского покроя, в светлой блузке с галстуком, повязанным по-мужски, — так живописал её поэт Всеволод Рождественский. — Плотные темноволосые косы тугим венчиком лежали вокруг её головы. В правильных, словно точёных, чертах её лица было что-то нерусское и надменно-холодноватое, а в глазах острое и чуть насмешливое».

## В культуре и искусстве
- Лариса Рейснер стала прообразом женщины-комиссара, изображённой в пьесе «Оптимистическая трагедия» Всеволода Вишневского[14]. Экранизирована в 1963 году Самсоном Самсоновым. Исполнительница главной роли — Маргарита Володина.
- Восторженное отношение к Л. М. Рейснер Б. Л. Пастернака, считавшего её «воплощённым обаянием», дало ему основание назвать Ларисой главную героиню своего романа «Доктор Живаго»[15].
- О жизни Ларисы Рейснер Исааком Крамовым написана книга «Утренний ветер».
- В четвёртой трилогии цикла «Око силы» Андрея Валентинова, написанной в жанре альтернативной реальности, присутствует персонаж Лариса Михайловна по прозвищу «Гондла» («Гондла» — пьеса Николая Гумилёва, который ассоциировал Рейснер с Лерой, героиней пьесы). Она также замужем за человеком по имени К. Радек.
- Лариса Рейснер не раз упоминается в романе Бориса Акунина (Чхартишвили) «Другой путь» (2015).
- В фильме «И вечный бой… Из жизни Александра Блока» (1980) роль Ларисы исполнила Антонина Шуранова.
- В сериале «Троцкий», где её роль исполняет Анастасия Меськова, она имеет любовную связь с главным героем. Эта связь выдумана Николаем Кузьминым в романе «Сумерки» (1995).
- Немецкий писатель Йозеф Рот посвятил Ларисе Рейснер отдельное эссе «Женщина с баррикад».
- Рейснер — одна из главных героинь романа Алексея Иванова «Бронепароходы».

## Память
В Астрахани названа улица
- Имя «Лариса Рейснер» носило рефрижераторное судно Латвийского морского пароходства.

## Сочинения
Экспрессионистский, насыщенный метафорами стиль её книг, передающий, как она считала, пафос времени, не принимала пролетарская критика, но именно этот стиль поднимает её прозу, в которой из богатства авторских ассоциаций возникает образ эпохи, над уровнем обычной журналистики.
- Женские типы Шекспира: 1—2 / Лео Ринус. — Рига: Наука и жизнь, [1913]. — 2 т.; 12. — (Миниатюрная библиотека «Наука и жизнь»).
  - Офелия. — 47 с. 
  - Клеопатра. — 48 с.
- «Атлантида»: пьеса // «Шиповник»: альманах. — 1913. — № 21.
- Гамбург на баррикадах. — М., 1924, 1925.  — очерки о гамбургском восстании 1923 года.
- Азиатские повести. — М.: Огонёк, 1925.
- Афганистан. — М.—Л.: ГИЗ, 1925.
- Уголь, железо и живые люди. — М.—Л.: ГИЗ, 1925.
- В стране Гинденбурга. — М., 1926.
- Оксёнов И. — Л., 1927.
- Собрание сочинений. — Т. 1. —М.—Л.: ГИЗ, 1928. — 4000 экз.
- Собрание сочинений. — Т. 2. — М.—Л., 1928.
- Фронт. — М., 1924, 1928, 1932.  — книга очерков о гражданской войне.
- Hamburg auf den Barrikaden. Erlebtes und Erhörtes aus dem Hamburger Aufstand 1923. — Berlin, 1925. (нем.)
- Eine Reise durch die deutsche Republik. — Berlin, 1926. (нем.)
- РГБ. — Отдел рукописей. — Ф. 245: Рейснер Лариса Михайловна (архивный фонд): 1895—1929. — 819 ед. хр.

## Адреса в Санкт-Петербурге
П. С., ул. Б. Зеленина, 26-Б, кв. № 42.